# Blepharita urupolia
Blepharita urupolia là một loài bướm đêm trong họ Noctuidae.